# Freiheitsberaubung

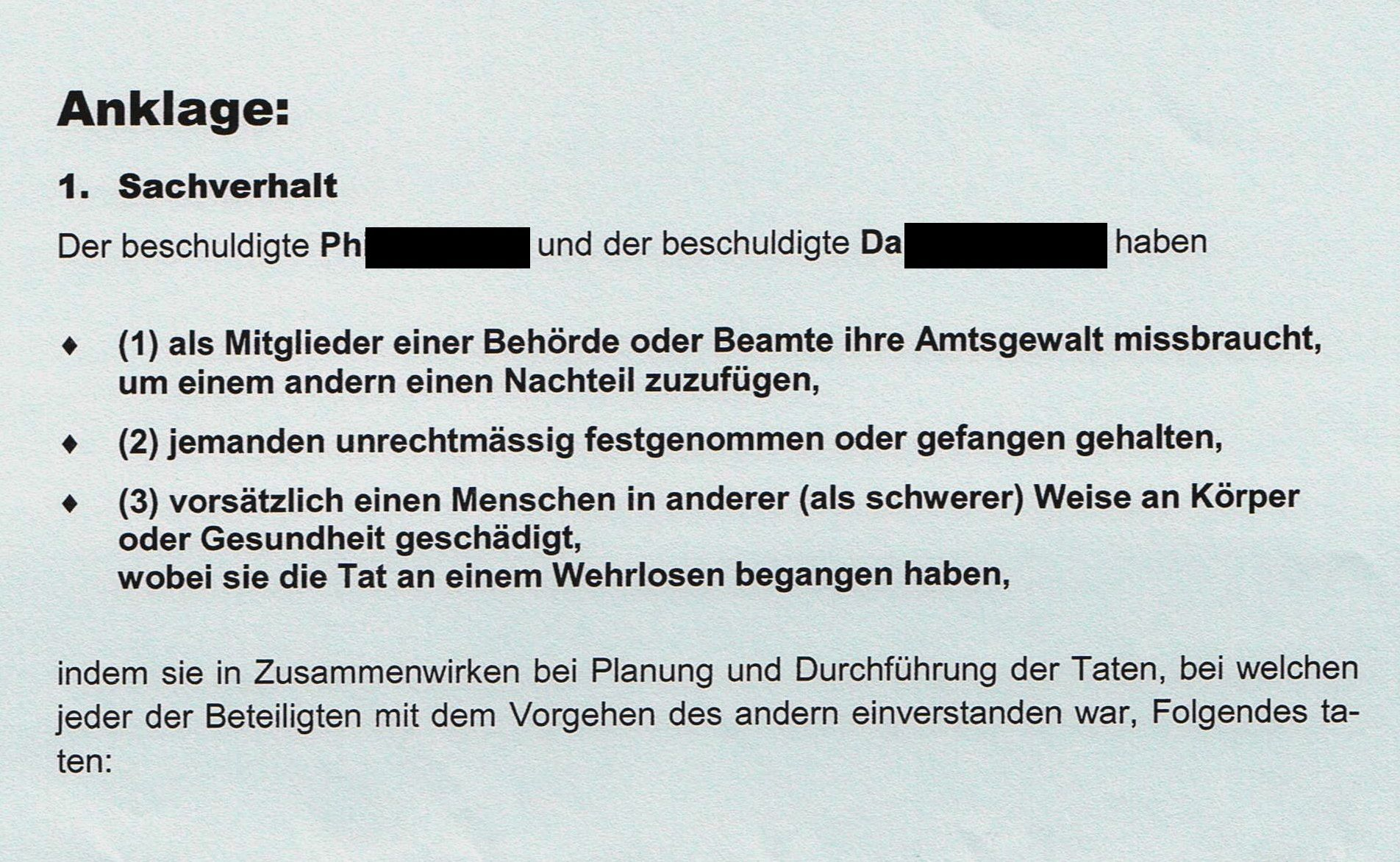
Anklage gegen zwei Polizisten der Stadtpolizei Zürich wegen rechtswidriger Festnahme (Freiheitsberaubung)

Die Freiheitsberaubung ist eine Tat gegen das geschützte Rechtsgut der Freiheit der Person (Fortbewegungsfreiheit).

## Rechtslage in Deutschland
Die Freiheitsberaubung ist in Deutschland eine Straftat nach § 239 StGB. Seit 2016 ist die „Ausbeutung unter Ausnutzung einer Freiheitsberaubung“ ein besonderer Tatbestand (§ 233a StGB).

### Tatbestand
Bei der Freiheitsberaubung handelt es sich nicht um ein Zustands-, sondern um ein Dauerdelikt (vgl. § 239 Abs. 3 Nr. 1 und 2: „länger als eine Woche“ und „während der Tat“). Geschützt wird allein das Opfer, das in der Lage ist, über seinen Aufenthaltsort frei zu bestimmen. Somit scheiden Kleinstkinder und ohnmächtige Personen aus. Schlafende Personen hingegen sind mit inbegriffen (im Einzelnen umstritten). Von § 239 StGB wird nämlich nicht nur die tatsächliche, sondern auch die potentielle Fortbewegungsfreiheit geschützt. Mögliche Opfer sind zudem auch Menschen mit kognitiver oder körperlicher Behinderung. Zur Bestimmung, ob das Opfer seiner Freiheit beraubt wurde, ist allein die objektive Lage ausschlaggebend; die (subjektive) Vermutung, eingeschlossen oder in seiner Freiheit beschränkt worden zu sein, reicht nicht aus. Des Weiteren ist ein ganz kurzzeitiges Festhalten, z. B. während eines Kampfes, nicht ausreichend, um einen Eingriff in die Bewegungsfreiheit des Opfers anzunehmen.
Die Tathandlung stellt einen Eingriff in die persönliche Fortbewegungsfreiheit dar. Als Tathandlungen nennt das Gesetz das Einsperren und das Berauben der Freiheit „auf andere Weise“. Das Einsperren wird als ein typisches Beispiel hervorgehoben. Darunter ist zu verstehen, „jemanden durch äußere Vorrichtungen am Verlassen eines Raumes zu hindern“. Auch das Festbinden, wie es bei einer sogenannten Fixierung in der Medizin oder Krankenpflege praktiziert wird, kann ohne richterliche Anordnung den Tatbestand der Freiheitsberaubung erfüllen. Nach herrschender Meinung liegt selbst dann eine Freiheitsberaubung vor, wenn der Betroffene zwar einen Ausweg kennt, dessen Benutzung im konkreten Fall jedoch beschwerlich oder ihm nicht zumutbar erscheint. Mithin muss die Einsperrung nicht unüberwindlich sein.
Darüber hinaus kann die Freiheit „auf andere Weise“ beraubt werden. Diese Tatbestandsalternative erfasst „jedes Mittel, das geeignet ist, einem anderen die Fortbewegungsfreiheit zu nehmen“. Mithin reicht, ähnlich wie beim Einsperren, eine bloße Erschwerung nicht aus, „wohl aber, dass im [konkreten Fall] das Überwinden der [Hindernisse] unzumutbar gefährlich ist“. Freilich können auch Gewalt, Drohung oder List taugliche Tatmittel sein, jedoch müssen diese „eine psychische Barriere beim Opfer bewirken“.
Da der Tatbestand ein „Handeln gegen oder ohne den Willen des Betroffenen voraussetzt“, schließt das Einverständnis des Opfers diesen aus. Zwar ist es grundsätzlich widerruflich, die „Beendigung der ‚Freiheitsberaubung‘ muss für den Handelnden aber auch zumutbar sein“. Ein Busfahrer muss nicht etwa zwischen zwei Haltestellen anhalten, weil ein Fahrgast aussteigen möchte. Nach einer Ansicht liegt auch dann keine Freiheitsberaubung vor, wenn das Einverständnis durch List oder Drohung erschlichen wurde. Dagegen ist nach dem Bundesgerichtshof ein durch Täuschung erschlichenes Einverständnis unbeachtlich, da die potentielle Fortbewegungsfreiheit geschützt werde. Problematisch sind Fälle, in denen trotz vorhandener Ausweich- bzw. Fluchtmöglichkeiten die Freiheitsberaubung durch einen faktischen Zwang geschieht. Sofern Drohungen den „Grad einer gegenwärtigen Gefahr für Leib oder Leben“ erreichen, ist der Tatbestand erfüllt. Dahingegen liegt keine Freiheitsberaubung vor, wenn das mögliche „Verlassen eines Ortes ein [nur] empfindliches Übel im Sinne von § 240 StGB nach sich ziehen würde“. In solchen Fällen ist eine Strafbarkeit aus Nötigung (§ 240 StGB) denkbar.
Bei dem Ort kann es sich um einen Raum, ein Gebäude, Gelände oder eine Stadt handeln. Aus diesem Grund kann ein seiner Freiheit beraubtes Opfer weiterhin verbliebener Restfreiheiten beraubt werden. Das trifft beispielsweise für einen Eingesperrten oder Inhaftierten zu, der gefesselt wird. Die Freiheitsberaubung ist ein Dauerdelikt. Die Tat ist mit dem Eintritt der Freiheitsentziehung vollendet, mit deren Wiederaufhebung jedoch erst beendet. Eine bestimmte Dauer wird nicht vorausgesetzt; „um nur strafwürdiges Unrecht zu erfassen, [wird jedoch] eine gewisse Erheblichkeitsschwelle“ in den Tatbestand interpretiert. Mithin fallen „zeitlich unerhebliche (kurzfristige) Beeinträchtigungen der Fortbewegungsfreiheit“ nicht in den Schutzbereich. Das Reichsgericht urteilte dazu, dass eine strafrechtliche Freiheitsberaubung selbst vorliegen kann, wenn die Zeit des Einsperrens lediglich die Dauer eines Vaterunser-Gebets hat.
Wenn ein Angeklagter durch eine vorsätzliche Falschaussage eines Dritten vor Gericht zu Unrecht zu einer Freiheitsstrafe verurteilt wird, ist der Strafvollzug eine Freiheitsberaubung, und zwar in mittelbarer Täterschaft.
Das gilt entsprechend, wenn jemand infolge falscher Verdächtigung festgenommen wird oder in Untersuchungshaft kommt.
Der Tatbestand muss vorsätzlich verwirklicht werden; die fahrlässige Begehung ist nicht strafbar (§ 15 StGB), da kein entsprechender Fahrlässigkeitstatbestand existiert.

### Deliktsstruktur
Das Delikt ist in seiner Grundform (§ 239 Abs. 1 StGB) ein Vergehen mit einer Strafandrohung bis zu fünf Jahren Freiheitsstrafe oder Geldstrafe. Seit 1998 ist auch der Versuch strafbar (§ 239 Abs. 2 StGB).
Alle Tatbestände in den Absätzen 3 und 4 sind Verbrechen.
Mit § 239 Abs. 3 Nr. 1 StGB ist nach einer Ansicht eine tatbestandliche Qualifikation oder einer anderen Ansicht eine Erfolgsqualifikation eingeführt, die bei einer Freiheitsberaubung, die länger als eine Woche dauert, ein erhöhtes Strafmaß von einem Jahr bis zu zehn Jahren Freiheitsstrafe vorsieht. Wenn man darin eine tatbestandliche Qualifikation sieht, so ist hinsichtlich der langen Dauer Vorsatz erforderlich. Nach der anderen Ansicht ist hinsichtlich der langen Dauer nach § 18 StGB lediglich Fahrlässigkeit erforderlich.
Unbestritten stellt § 239 Abs. 3 Nr. 2 StGB eine Erfolgsqualifikation dar, auf die § 18 StGB anwendbar ist. Hierbei ist zu beachten, dass hinsichtlich der schweren Gesundheitsschädigung mindestens Fahrlässigkeit vorliegen muss. Mit der Einführung der Versuchsstrafbarkeit gem. § 239 Abs. 2 StGB ist die Streitfrage um Strafbarkeit der Freiheitsberaubung als Erfolgsqualifizierter Versuch beigelegt worden, so dass diese Grundsätze übertragbar sind, ebenso wie die Rücktrittsproblematik.
Als weitere Variante einer Erfolgsqualifikation sieht die Vorschrift in § 239 Abs. 4 StGB die Freiheitsberaubung mit Todesfolge als Tötungsdelikt im weiteren Sinne vor, deren Strafandrohung nicht unter drei Jahren Freiheitsstrafe (maximal: 15 Jahre vgl. § 38 StGB) liegt.

### Verhältnis zu anderen Delikten (Konkurrenzen)
Die Freiheitsberaubung ist ein eigenständiges Delikt, das nicht durch die Nötigung im Rahmen der Konkurrenz verdrängt wird. Dient die Anwendung von Gewalt lediglich der Freiheitsberaubung wird Nötigung verdrängt; dagegen ist Tateinheit möglich, wenn durch die Freiheitsberaubung ein darüber hinausgehendes Verhalten erzwungen werden soll.
Wird die Todesfolge des Absatzes 4 (bedingt) vorsätzlich herbeigeführt, so ist Tateinheit mit Mord bzw. Totschlag möglich.
Bei Delikten, die notwendigerweise zugleich eine Freiheitsberaubung beinhalten (sexuelle Nötigung, schwerer Menschenhandel, schwere Zwangsprostitution bzw. Zwangsarbeit, Menschenraub, Verschleppung, erpresserischer Menschenraub, Geiselnahme, Raub) tritt die Freiheitsberaubung strafrechtlich in den Hintergrund, sofern sie nicht über den anderen Tatbestand hinaus geht. Sie wird dann nicht mehr als eigenes Delikt angeklagt und bestraft. Wird dagegen beispielsweise die Freiheitsberaubung über die sexuelle Nötigung hinaus fortgesetzt, so ist Tateinheit möglich.

## Strafbarkeit in der Schweiz
In der Schweiz lautet der Tatbestand Freiheitsberaubung und Entführung nach Art. 183 Strafgesetzbuch. Sie wird mit einer Freiheitsstrafe bis zu fünf Jahren oder Geldstrafe bestraft, bei erschwerenden Umständen (Art. 184) mit Freiheitsstrafe nicht unter einem Jahr.

## Strafbarkeit in Österreich
In Österreich ist das vergleichbare Delikt die Freiheitsentziehung nach § 99 Strafgesetzbuch. Dort ist eine Freiheitsstrafe von bis zu drei Jahren angedroht. Falls die Freiheitsentziehung
- länger als einen Monat anhält, oder
- sie auf solche Weise begangen wird, dass sie dem Festgehaltenen besondere Qualen bereitet, oder
- sie unter solchen Umständen begangen wird, dass sie für den Festgehaltenen mit besonders schweren Nachteilen verbunden ist,

sind ein bis zehn Jahre Freiheitsstrafe angedroht.
Seit 2009 besteht ergänzend § 107b Strafgesetzbuch (Fortgesetzte Gewaltausübung). Aus dessen Absätzen 3 bis 4 ergeben sich höhere Strafen, wenn deren Voraussetzungen erfüllt sind. So ist, wenn das Opfer länger als ein Jahr gefangen gehalten wurde, die Strafe Freiheitsstrafe von fünf bis fünfzehn Jahren.

## Bekannte Fälle von Freiheitsberaubung
- Entführung von Natascha Kampusch in Wien, 1998 bis 2006
- Falsche Verdächtigung mit der Folge einer langen Freiheitsstrafe für den Lehrer Horst Arnold (siehe Justizirrtum um Horst Arnold).
- die Tochter und Enkel von Josef Fritzl in Amstetten, 1984 bis 2008
- „Maria K.“: Eine 24-jährige Frau wurde neun Jahre in Wien von ihren Adoptiveltern in einer Holzkiste in einem unbeheizten Abstellraum gefangen gehalten. Sie wurde 1996 befreit.[30]
- Eine Linzer Juristin hielt ihre drei Töchter, anfangs im Alter von 6, 10 und 13 Jahren, 7 Jahre hindurch in Dreck und Dunkelheit in einer Reihenhaussiedlung bis Februar 2007 gefangen. Die Mädchen erfanden eine eigene Sprache und spielten mit Mäusen. Die Jugendämter, die trotz Hinweisen auf unentschuldigtes Fernbleiben von der Schule die Wohnung der Mutter nie aufsuchten, wurden stark kritisiert.[31]
- Niigata-Kindesentführung – mehr als neun Jahre dauernde Entführung eines japanischen Mädchens, 1990 bis 2000
- Entführung von Steven Stayner – mehr als sieben Jahre dauernde Entführung eines US-amerikanischen Jungen, 1972 bis 1980
- Als juristisch hochinteressant gelten im Zusammenhang mit Freiheitsberaubung der FlowTex-Fall, der Fall Ilona Haslbauer und die Causa Gustl Mollath. Im Fall Mollath erstattete der Anwalt Gerhard Strate Anfang 2013 Anzeige wegen Verdachts der schweren Freiheitsberaubung (§ 239 Abs. 3 Nr. 1 StGB) gegen einen Amtsrichter (der vor dem Hauptverfahren zwei Zwangseinweisungen – darunter eine fünfwöchige – angeordnet hatte) sowie gegen den Leiter der Klinik für Forensische Psychiatrie am Bezirkskrankenhaus Bayreuth. Zur Begründung nimmt Strate unter anderem Bezug auf einen Beschluss des Bundesverfassungsgerichts vom 9. Oktober 2001 zum FlowTex-Urteil und auf einen Beschluss des 1. Strafsenats des Bundesgerichtshofs vom 10. September 2002.[32]
- Entführungen von Cleveland, Ohio – zwischen neun und elf Jahre dauernde Entführungen dreier junger Frauen in den USA, befreit im Mai 2013